# Niels Knudsen
Niels Hervard Knudsen, född 24 augusti 1911 i Bjerregrav, död 15 februari 2001, var en dansk-svensk ingenjör. 
Knudsen blev candidatus polytechnices 1936 och teknologie doktor i Stockholm 1953. Han blev ingenjör på Asea i Ludvika 1936, i Västerås 1944 och var professor i elektrisk anläggningsteknik vid Chalmers tekniska högskola (CTH) 1954–1978. Han grundade CTH:s högspänningsprovanläggning i Anneberg 1966. Han var utredare och forskare vid Bonneville Power Administration i Portland, Oregon, 1966 och blev Fellow vid Institute of Electrical and Electronics Engineers 1979.